# Xahà collnegre
El xahà collnegre (Chauna chavaria) és una espècie d'ocell de la família dels anhímids (Anhimidae) que habita aiguamolls i vores de rius i llacs al nord de Colòmbia i nord-oest de Veneçuela.